# Стахо, Имрих
Имрих Стахо (словац. Imrich Stacho; 4 ноября 1931 — 10 января 2006) — чехословацкий футбольный вратарь, этнический словак. Один из немногих футбольных вратарей-бомбардиров Чехословакии.

## Карьера

### Клубная
За свою карьеру играл преимущественно в трнавском «Спартаке», хотя во время воинской службы выступал за пражскую «Дуклу». За 211 игр в составе трнавского клуба забил 10 голов.

### В сборной
В сборной сыграл 23 игры. Один гол он забил с пенальти в ворота сборной Ирландии. Выступал на чемпионатах мира 1954 и 1958 годов, а также на чемпионате Европы 1960 года.